# Tacuna vaga
Tacuna vaga är en spindelart som först beskrevs av George William Peckham och Elizabeth Maria Gifford Peckham 1895.  Tacuna vaga ingår i släktet Tacuna och familjen hoppspindlar. Inga underarter finns listade i Catalogue of Life.